# Beauvène
Beauvène ist eine französische Gemeinde mit 202 Einwohnern (Stand 1. Januar 2022) im Département Ardèche in der Region Auvergne-Rhône-Alpes. Die Einwohner werden Beauvenais und Beauvenaises genannt.

## Geografie
Die Gemeinde liegt im Hügelland der Cevennen im Tal des Flüsschens Talaron, einem Nebenfluss des Eyrieux, zentral im Département Ardèche. Sie ist Teil des Regionalen Naturparks Monts d’Ardèche. Entlang der sanften Hänge wird Landwirtschaft betrieben. Nachbargemeinden sind Gluiras und Belsentes mit Saint-Julien-Labrousse. Nächstgrößte Stadt ist Guilherand-Granges in 29 Kilometern Entfernung Richtung Nordosten.

## Geschichte
Erst 1924 entstand die Kommune Beauvène, die früher ein Teil der Gemeinde Gluiras war. Im Mittelalter bestimmte die Familie Tournay über den Ort, die bereits im 14. Jahrhundert erstmals erwähnt wurde. Sie errichtete das gleichnamige Schloss oberhalb des Ortes im 15. Jahrhundert.

### Bevölkerungsentwicklung
| Jahr                       | 1962 | 1968 | 1975 | 1982 | 1990 | 1999 | 2009 | 2016 |
| Einwohner                  | 390  | 332  | 247  | 232  | 221  | 220  | 233  | 212  |
| Quellen: Cassini und INSEE |      |      |      |      |      |      |      |      |

## Kultur und Sehenswürdigkeiten
Außer dem Château de Tournay gibt es in Beauvène weitere bekannte Bauwerke, vor allem die Kirche Saint-Charles im neoromanischen Stil aus dem 19. Jahrhundert. Auch die Brücke Pont de Chervil et de solides bâtisses ist ein Beispiel für die ländliche Architektur der vergangenen Jahrhunderte, die den damaligen Wohlstand dieser Region widerspiegelt. Auf dem Place du Valla pflanzte der hochrangige Offizier Maximilien de Béthune mehrere Ulmen. Im Weiler Pranouvet befindet sich ein alter Tempel.
Naturfreunde besuchen die Gemeinde vor allem, um die Schluchten des Flusses Eyrieux zu besichtigen, der im Frühjahr gelegentlich über die Ufer tritt. Daher wurde eigens ein Damm gebaut der den Ort vor Hochwasser bewahren soll. Ein Lehrpfad bringt Touristen die Geschichte der Texturierung nahe. An den Felsen von Tournay wird vermehrt Klettersport betrieben.